# Delta IV
Delta IV byla americká nosná raketa. Svou činnost zahájila v roce 2002 a ukončila v roce 2024. Byla vyvinuta společností Boeing za účelem pokrýt potřebu amerických ozbrojených sil a snížit výdaje na vynášení nákladů na orbitu Země. Raketa má za sebou 44 startů z čehož 1 částečně selhala. Podle varianty rakety se mění konfigurace pomocných motorů GEM 60, u varianty Heavy dosahuje jejich společný tah až 6625 kN. První stupeň pohání motor Rocketdyne RS-68 na kapalný kyslík a vodík. Motor druhého stupně spaluje také kapalný kyslík a vodík a dosahuje tahu 110 kN. V budoucnosti nahradí rakety Delta IV a Atlas V vyvíjená raketa Vulcan. Ta použije motory BE-4 na methan vyvíjený společností Blue Origin a její vzlet proběhl 8.1.2024.

## Historie
Delta IV byla vyvinuta společností Boeing, na základě požadavků USAF na nosnou raketu nové generace EELV (Evolved Expendable Launch Vehicle). Jedná se první raketu, jejíž stupně jsou poháněny výhradně kapalným kyslíkem a vodíkem. Od 70. let jde o jedinou americkou raketu kompletně postavenou za použití nejnovějších technologií a postupů. V době jejího nástupu do služby nabízela mnohem větší nosnost než bylo potřeba pro komerční satelity. Kvůli nedostatku vhodných nákladů byla v roce 2003 stažena z komerčních letů a nadále sloužila pouze USAF. Na konci roku 2006 byla její výroba převedena na United Launch Alliance, společný podnik Boeingu a Lockheedu. Poslední let rakety je plánován na rok 2024.

## Popis

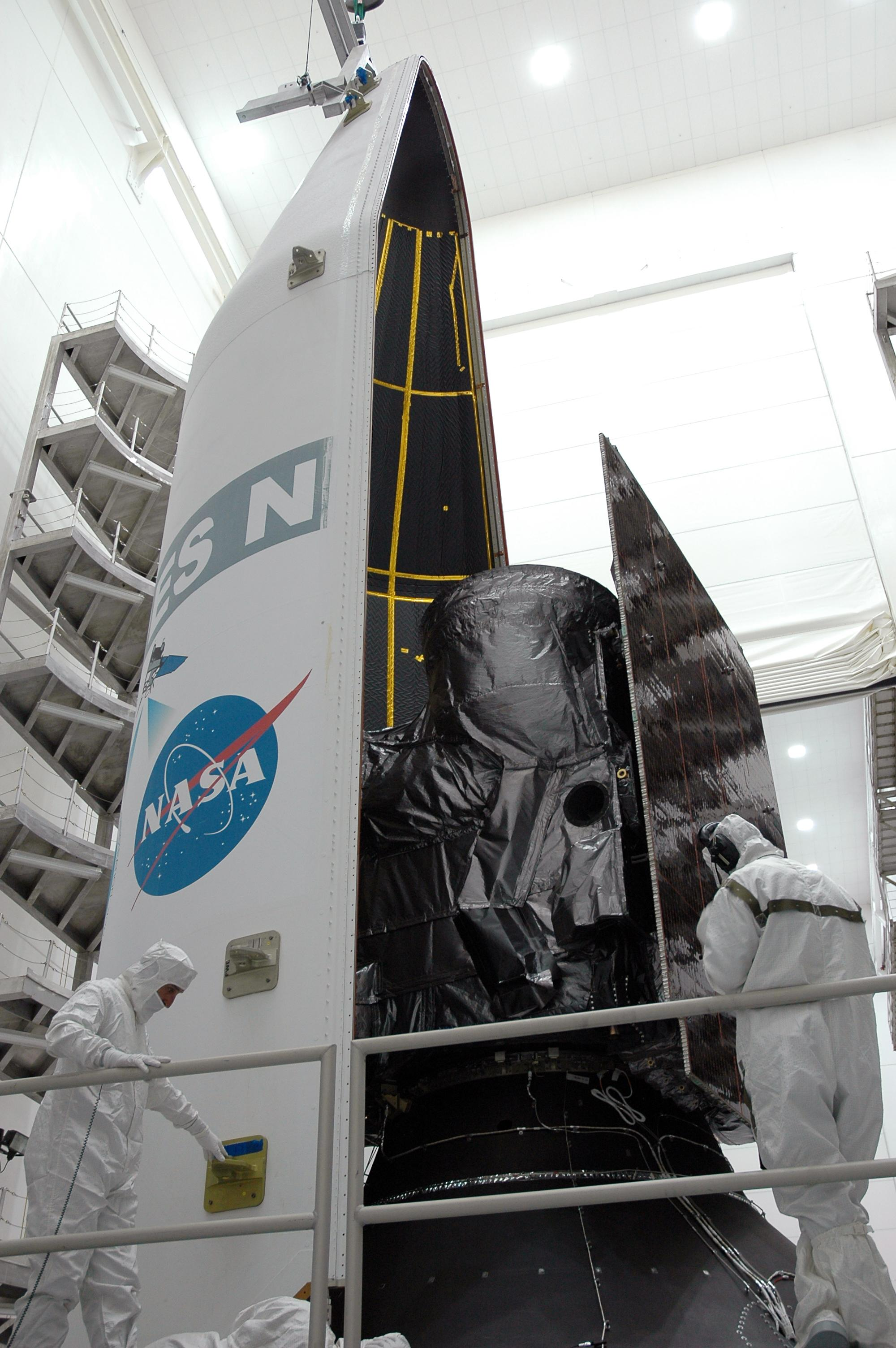
Montáž aerodynamického krytu na druhý stupeň. Uvnitř družice GOES-N.

Raketa je dvoustupňová a podle konfigurace může používat pomocné rakety GEM-60. Samotná raketa má průměr 5 metrů a výšku podle velikosti nákladu 63 - 72 metru. Jako palivo obou stupňů slouží kapalný kyslík a vodík.

### První stupeň
První stupeň tvoří jeden nebo tři (varianta Heavy) CBC - Common Booster Core. Podobný modulární systém používají další americké rakety Atlas V a Falcon 9, a ruské rakety Angara. O pohon se stará jeden motor RS-68, který je připevněn pod nádrží na kapalný vodík. Kyslíková nádrž je v horní části. Motor poskytuje prvních pár minut tah 3 312,8 kN (102% výkon), pak je výkon snížen na 58% dokud nedohoří. V případě varianty Delta IV Heavy je prostřední CBC spuštěn prvních asi 50 sekund na 58% a až pak je výkon zvýšen na 102%, zatím co dva postranní CBC jedou stále na 102%.
Na zadní straně je umístěn koridor pro vedení kabelů a potrubí na kyslík. Průměr 5 metrů je konstantní v celé délce CBC. V případě varianty Delta IV Heavy se spojí trojice CBC dohromady. O řízení letu se stará naváděcí systém Redundant Inertial Flight Control Assembly. Jedná se o stejný systém, který používá raketa Delta II, pouze software je přizpůsoben parametrům Delty IV. Naváděcí systém je pro větší bezpečnost vybaven šesti nezávislými laserovými gyroskopy a akcelerometry.

### Druhý stupeň
Druhý stupeň je téměř identický s druhým stupněm Delty III, má však prodloužené nádrže. Je vybaven motory RL-10B2 na kapalný kyslík a vodík. Tah motoru je 110 kN a specifický impuls 462 sekund, doba hoření je 850 - 1 125 sekund. Používají se dvě varianty, podle průměru nádrže 4 nebo 5 metrů. Systém naklánění motoru (vektorování tahu) je řešen elektromechanicky. Spojení s prvním stupněm zajišťují kompozitové mezistupně, v případě 4 metrové varianty je mezistupeň kuželovitý. Kryt nákladu je také vyroben z kompozitních materiálů a má různé rozměry podle nákladu.

### Pomocné rakety
Pomocné motory na tuhá paliva jsou použity GEM 60, umisťují se po dvou na obvod prvního stupně. Varianta Heavy používá místo GEM-60 dva CBC připevněné po stranách hlavního stupně. Pomocné CBC postrádají naváděcí systém a jejich horní část je vybavena aerodynamickým krytem.

## Varianty

### Delta IV Medium

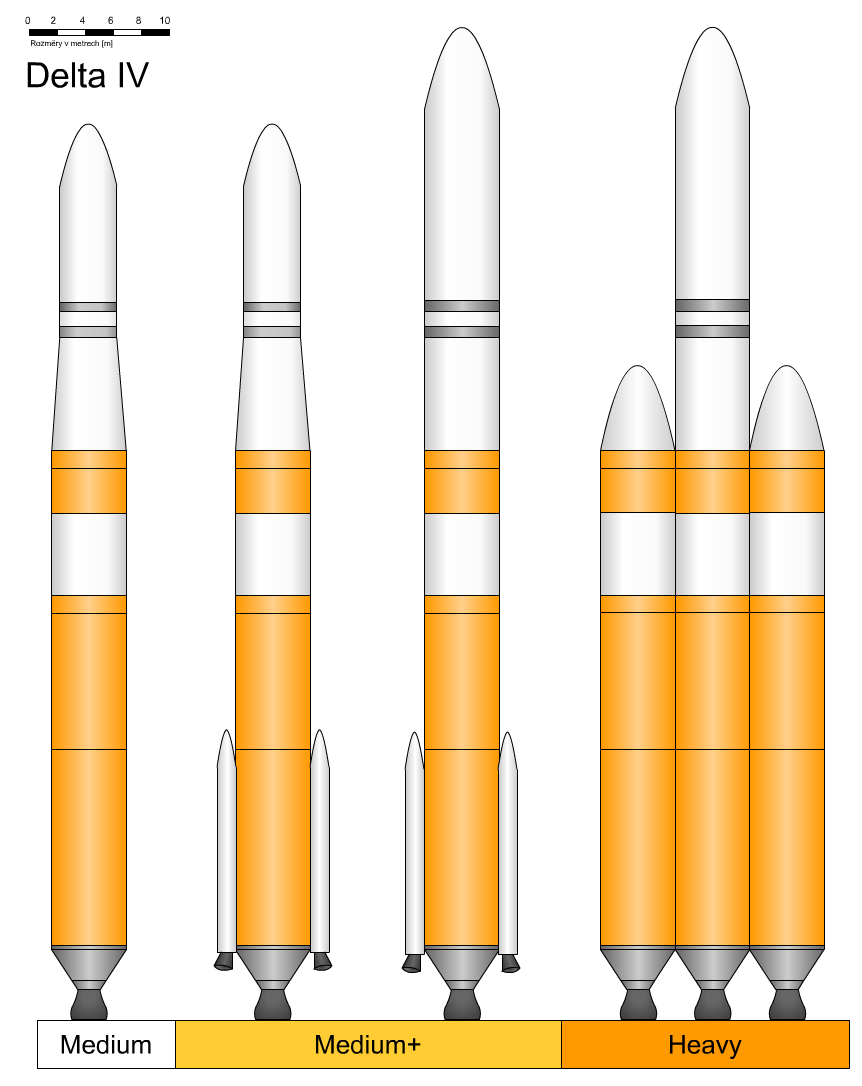
Rodina raket Delta

Základní varianta, nemá pomocné motory a druhý stupeň má průměr 4 metry. Vykonala pouze 3 starty, první 11. března 2003 a poslední 4. listopadu 2006. Nosnost na nízkou orbitu je 8 600 kg, na geostacionární dráhu dokáže vynést 3 900 kg. 
Podvarianty

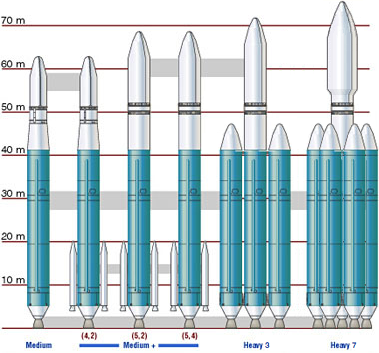
Budoucnost raket Delta IV

- Delta IV Medium+ (4.2) - Shodná se základní verzí, má dva pomocné GEM-60, nosnost 11 700 kg na nízkou a 6 150 kg na geostacionární dráhu. Poslední let 22. srpna 2019.
- Delta IV Medium+ (5.2) - Druhý stupeň má větší průměr nádrží - 5 metrů. Dva pomocné GEM-60, nosnost 10 300 kg na nízkou a 5 072 kg na geostacionární dráhu. Poslední let 12. ledna 2018.
- Delta IV Medium+ (5.4) - Čtyři pomocné GEM-60, nosnost 13 600 kg na nízkou a 6 882 kg na geostacionární dráhu. Poslední let 16. března 2019.

### Delta IV Heavy
Nejvýkonnější varianta. Zatím startovala třináctkrát, poprvé 21. prosince 2004, podruhé 11. listopadu 2007 kdy zároveň vynesla na oběžnou dráhu družici DSP-23 z USA, potřetí 18. ledna 2009 a počtvrté 21. listopadu 2010. Druhý stupeň má zvětšené nádrže a má průměr 5 metrů. Nepoužívá pomocné motory GEM, ale dva CBC stupně. Dokáže vynést 25 800 kg na nízkou a 10 843 kg na geostacionární dráhu.

### Zamítnuté a vývojové verze
Delta IV Small - Podobné parametry jako Delta II 7925. Třístupňová, v případě zrušení Delty II bude její nástupkyní. První stupeň je CBC bez pomocných GEM-60, druhý a třetí stupeň jsou převzaty z Delty II.
- Delta IV Heavy Upgrade 30 t - Studie 2004, varianta Delta IV Heavy se čtyřmi GEM 60.
- Delta IV Heavy Upgrade 35 t - Studie 2004, varianta Delta IV Heavy s upraveným motorem RS-68B, vylepšený druhý stupeň.
- Delta IV Heavy Upgrade 40 t - Studie 2004, varianta Delta IV Heavy se čtyřmi GEM 60 a vylepšeným motorem RS-68 Regen.
- Delta IV Heavy Upgrade 42 t - Studie 2004, varianta Delta IV Heavy s novým motorem RS-800 a vylepšeným druhým stupněm.

Zamítnuto - nutnost úpravy stávajících odpalovacích ramp.
- Delta IV Heavy Upgrade 67 t - Studie 2004, Spojení pěti CBC.
- Delta IV Heavy Upgrade 70 t - Studie 2004, Spojení pěti CBC, vylepšený druhý stupeň.
- Delta IV Heavy Upgrade 94 t - Studie 2004, Spojení sedmi CBC, nové motory RS-800, vylepšený druhý stupeň, plášť z velmi lehkých slitin hliníku a lithia.

Zamítnuto - nutnost nových odpalovacích ramp a kompletační infrastruktury.
- Delta IV Heavy Upgrade 100 t - Studie 2004, nosič nové generace, nosnost podobná jako Saturn V, nové motory, nový druhý stupeň, nové materiály

Zamítnuto - nutnost nových odpalovacích ramp, kompletační infrastruktury, továren a technologií.

## Seznam startů
| #  | Datum/Čas (UTC)          | Varianta      | Sériové číslo | Startovací komplex | Náklad                                      | Orbita         | Mise             | Poznámky |
| -- | ------------------------ | ------------- | ------------- | ------------------ | ------------------------------------------- | -------------- | ---------------- | -------- |
| 1  | 20. listopadu 2002 22:39 | Medium+ (4.2) | 293           | CCAFS SLC-37B      | Eutelsat W5                                 | GTO            | Úspěšná          |          |
| 2  | 11. března 2003 00:59    | Medium        | 296           | CCAFS SLC-37B      | USA-167 (DSCS-3 A3)                         | GTO            | Úspěšná          |          |
| 3  | 29. srpna 2003 23:13     | Medium        | 301           | CCAFS SLC-37B      | USA-170 (DSCS-3 B6)                         | GTO            | Úspěšná          |          |
| 4  | 21. prosince 2004 21:50  | Heavy         | 310           | CCAFS SLC-37B      | DemoSat/3CS-1/3CS-2                         | GSO            | Částečně úspěšná |          |
| 5  | 24. května 2006 22:11    | Medium+ (4.2) | 315           | CCAFS SLC-37B      | GOES-13                                     | GTO            | Úspěšná          |          |
| 6  | 28. června 2006 03:33    | Medium+ (4.2) | 317           | VAFB SLC-6         | USA-184 (NROL-22)                           |                | Úspěšná          |          |
| 7  | 4. listopadu 2006 13:53  | Medium        | 320           | VAFB SLC-6         | USA-192 (DMSP F17)                          | SSO            | Úspěšná          |          |
| 8  | 11. listopadu 2007 01:50 | Heavy         | 329           | CCAFS SLC-37B      | USA-197 (DSP-23)                            | GSO            | Úspěšná          |          |
| 9  | 18. ledna 2009 02:47     | Heavy         | 337           | CCAFS SLC-37B      | USA-202 (NROL-26)                           | GSO            | Úspěšná          |          |
| 10 | 27. června 2009 22:51    | Medium+ (4.2) | 342           | CCAFS SLC-37B      | GOES-14                                     | GTO            | Úspěšná          |          |
| 11 | 6. prosince 2009 01:47   | Medium+ (5.4) | 346           | CCAFS SLC-37B      | USA-211 (WGS-3)                             | GTO            | Úspěšná          |          |
| 12 | 4. března 2010 23:57     | Medium+ (4.2) | 348           | CCAFS SLC-37B      | GOES-15                                     | GTO            | Úspěšná          |          |
| 13 | 28. května 2010 03:00    | Medium+ (4.2) | 349           | CCAFS SLC-37B      | USA-213 (GPS IIF-SV01)                      | MEO            | Úspěšná          |          |
| 14 | 21. listopadu 2010 22:58 | Heavy         | 351           | CCAFS SLC-37B      | USA-223 (NROL-32)                           | GSO            | Úspěšná          |          |
| 15 | 20. ledna 2011 21:10     | Heavy         | 352           | VAFB SLC-6         | USA-224 (NROL-49)                           | LEO            | Úspěšná          |          |
| 16 | 11. března 2011 23:38    | Medium+ (4.2) | 353           | CCAFS SLC-37B      | USA-227 (NROL-27)                           | GTO            | Úspěšná          |          |
| 17 | 16. července 2011 06:41  | Medium+ (4.2) | 355           | CCAFS SLC-37B      | USA-232 (GPS IIF-SV02)                      | MEO            | Úspěšná          |          |
| 18 | 20. ledna 2012 00:38     | Medium+ (5.4) | 358           | CCAFS SLC-37B      | USA-233 (WGS-4)                             | GTO            | Úspěšná          |          |
| 19 | 3. dubna 2012 23:12      | Medium+ (5.2) | 359           | VAFB SLC-6         | USA-234 (NROL-25)                           | LEO            | Úspěšná          |          |
| 20 | 29. června 2012 13:15    | Heavy         | 360           | CCAFS SLC-37B      | USA-237 (NROL-15)                           | GSO            | Úspěšná          |          |
| 21 | 4. října 2012 12:10      | Medium+ (4.2) | 361           | CCAFS SLC-37B      | USA-239 (GPS IIF-SV03)                      | MEO            | Úspěšná          |          |
| 22 | 25. května 2013 00:27    | Medium+ (5.4) | 362           | CCAFS SLC-37B      | USA-243 (WGS-5)                             | GTO            | Úspěšná          |          |
| 23 | 8. srpna 2013 00:29      | Medium+ (5.4) | 363           | CCAFS SLC-37B      | USA-244 (WGS-6)                             | GTO            | Úspěšná          |          |
| 24 | 28. srpna 2013 18:03     | Heavy         | 364           | VAFB SLC-6         | USA-245 (NROL-65)                           | LEO            | Úspěšná          |          |
| 25 | 21. února 2014 01:59     | Medium+ (4.2) | 365           | CCAFS SLC-37B      | USA-248 (GPS IIF-SV05)                      | MEO            | Úspěšná          |          |
| 26 | 17. května 2014 00:03    | Medium+ (4.2) | 366           | CCAFS SLC-37B      | USA-251 (GPS IIF-SV06)                      | MEO            | Úspěšná          |          |
| 27 | 28. července 2014 23:28  | Medium+ (4.2) | 368           | CCAFS SLC-37B      | AFSPC-4 (GSSAP #1/2 & ANGELS) (USA-253/4/5) | GEO            | Úspěšná          |          |
| 28 | 5. prosince 2014 12:05   | Heavy         | 369           | CCAFS SLC-37B      | Orion EFT-1                                 | MEO            | Úspěšná          |          |
| 29 | 25. března 2015 18:36    | Medium+ (4.2) | 371           | CCAFS SLC-37B      | USA-260 (GPS IIF-SV09)                      | MEO            | Úspěšná          |          |
| 30 | 24. července 2015 00:07  | Medium+ (5.4) | 372           | CCAFS SLC-37B      | USA-263 (WGS-7)                             | GTO            | Úspěšná          |          |
| 31 | 10. února 2016 11:40     | Medium+ (5.2) | 373           | VAFB SLC-6         | USA-267 (NROL-45)                           | LEO            | Úspěšná          |          |
| 32 | 11. června 2016 17:51    | Heavy         | 374           | CCAFS SLC-37B      | USA-268 (NROL-37)                           | GSO            | Úspěšná          |          |
| 33 | 19. srpna 2016 04:52     | Medium+ (4.2) | 375           | CCAFS SLC-37B      | AFSPC-6 (GSSAP #3/4) (USA-270/1)            | GEO            | Úspěšná          |          |
| 34 | 7. prosince 2016 23:53   | Medium+ (5.4) | 376           | CCAFS SLC-37B      | USA-272 (WGS-8)                             | GTO            | Úspěšná          |          |
| 35 | 19. března 2017 00:18    | Medium+ (5.4) | 377           | CCAFS SLC-37B      | USA-275 (WGS-9)                             | GTO            | Úspěšná          |          |
| 36 | 12. ledna 2018 22:11     | Medium+ (5.2) | 379           | VAFB SLC-6         | USA-281 (NROL-47)                           | LEO            | Úspěšná          |          |
| 37 | 12. srpna 2018 07:31     | Heavy         | 380           | CCAFS SLC-37B      | Parker Solar Probe                          | Heliocentrická | Úspěšná          |          |
| 38 | 19. ledna 2019 19:10     | Heavy         | 382           | VAFB SLC-6         | USA-290 (NROL-71)                           | LEO            | Úspěšná          |          |
| 39 | 16. března 2019 00:26    | Medium+ (5.4) | 383           | CCAFS SLC-37B      | USA-291 (WGS-10)                            | GTO            | Úspěšná          |          |
| 40 | 22. srpna 2019 13:06     | Medium+ (4.2) | 384           | CCAFS SLC-37B      | USA-293 (GPS III-SV02)                      | MEO            | Úspěšná          |          |
| 41 | 11. prosince 2020        | Heavy         |               | CCSFS SLC-37B      | NROL-44                                     |                | Úspěšná          |          |